# Eneko Jauregi
Eneko Jauregi Escobar (Múgica, Vizcaya, 13 de julio de 1996) es un futbolista español. Juega como delantero y su equipo es el Málaga C. F. de la Segunda División.

## Trayectoria
Eneko empezó su carrera en las categorías inferiores de la SD Gernika hasta que, en 2014, fichó por el juvenil 'A' de la Real Sociedad. En 2015 dio el salto a la Real Sociedad "B", donde coincidió con Jon Bautista. A pesar de la competencia, marcó quince goles en 75 partidos con el filial donostiarra en dos años y medio.ç 
En enero de 2018 firmó un contrato de dos años y medio con el Cádiz CF de Segunda División. Sin embargo, fue cedido al Córdoba CF de Segunda B hasta final de campaña. En julio de 2018 fue presentado junto a Mario Barco como nuevo jugador cadista, aunque fue descartado por Álvaro Cervera. En agosto fue nuevamente cedido al Atlético Levante por una temporada. De cara a la temporada 2019-20 se marchó a la Superliga de Grecia par jugar en el Asteras Tripolis. En el cuadro griego coincidió con el técnico Borja Jiménez y una decena de futbolistas españoles. El 2 de septiembre de 2020 se hizo oficial su incorporación al UCAM Murcia de Segunda División B. Sin embargo, el 29 de enero de 2021 fue cedido al Club Lleida Esportiu. Tras una temporada discreta, firmó por la U. D. San Sebastián de los Reyes en agosto de 2021.
Un año más tarde, fichó por la S. D. Amorebieta que acababa de descender a Primera Federación. Con el cuadro vizcaíno logró el ascenso a Segunda División, siendo máximo goleador con 15 tantos. Tras su gran campaña, renovó por dos temporadas con el club zornotzarra. Completó una de ellas, en la que marcó otro siete goles, ya que el 18 de julio de 2024 se marchó al Racing Club de Ferrol. En su único año en este equipo repitió las mismas cifras goleadoras que la temporada anterior y para la 2025-26 se unió al Málaga C. F.

## Clubes
| Club                             | País   | Año       |
| -------------------------------- | ------ | --------- |
| Real Sociedad "B"                | España | 2015-2018 |
| Cádiz C. F.                      | España | 2018-2019 |
| Córdoba C. F. (cedido)           | España | 2018      |
| Atlético Levante U. D. (cedido)  | España | 2018-2019 |
| Asteras Tripolis F. C.           | Grecia | 2019-2020 |
| UCAM Murcia C. F.                | España | 2020-2021 |
| Club Lleida Esportiu (cedido)    | España | 2021      |
| U. D. San Sebastián de los Reyes | España | 2021-2022 |
| S. D. Amorebieta                 | España | 2022-2024 |
| Racing Club de Ferrol            | España | 2024-2025 |
| Málaga C. F.                     | España | 2025-     |